# Bryobartramia
Bryobartramia là một chi rêu trong họ Bryobartramiaceae.